# Lista över världsrekord i friidrott satta 2012
Det här är en lista över världsrekord i friidrott satta 2012.

## Inomhus
| Idrottare         | Land     | Gren             | Rekord | Tävling    | Plats     | Datum            | Gällde till |
| ----------------- | -------- | ---------------- | ------ | ---------- | --------- | ---------------- | ----------- |
| Jelena Isinbajeva | Ryssland | Stavhopp kvinnor | 5,01   | XL-galan   | Stockholm | 23 februari 2012 | 2 mars 2013 |
| Natalja Dobrynska | Ukraina  | Femkamp kvinnor  | 5 013  | Inomhus-VM | Istanbul  | 9 mars 2012      | gäller 2022 |
| Ashton Eaton      | USA      | Sjukamp män      | 6 645  | Inomhus-VM | Istanbul  | 10 mars 2012     | gäller 2022 |

## Utomhus
| Idrottare                                                            | Land     | Gren               | Rekord  | Tävling                  | Plats   | Datum            | Gällde till            |
| -------------------------------------------------------------------- | -------- | ------------------ | ------- | ------------------------ | ------- | ---------------- | ---------------------- |
| Dennis Kipruto Kimetto                                               | Kenya    | 25 km män          | 1:11.18 | Berlin BIG 25            | Berlin  | 6 maj 2012       | 1 november 2017        |
| Ashton Eaton                                                         | USA      | Tiokamp män        | 9 039   | Amerikanska mästerskapen | Eugene  | 23 juni 2012     | 29 augusti 2015        |
| David Lekuta Rudisha                                                 | Kenya    | 800 m män          | 1.40,91 | Olympiska spelen         | London  | 9 augusti 2012   | gäller 2022            |
| USA: (Tianna Madison, Allyson Felix, Bianca Knight, Carmelita Jeter) | USA      | 4 x 100 m kvinnor  | 40,82   | Olympiska spelen         | London  | 10 augusti 2012  | gäller 2022            |
| Jelena Lasjmanova                                                    | Ryssland | 20 km gång kvinnor | 1:25.02 | Olympiska spelen         | London  | 11 augusti 2012  | Struket p.g.a. doping. |
| Jamaica: Nesta Carter, Michael Frater, Yohan Blake, Usain Bolt       | Jamaica  | 4 x 100 m män      | 36,84   | Olympiska spelen         | London  | 11 augusti 2012  | gäller 2022            |
| Aries Merritt                                                        | USA      | 110 m häck män     | 12,80   | Memorial Van Damme       | Bryssel | 7 september 2012 | gäller 2022            |

Lasjmanovas rekord godkändes först, men hennes resultat från 2012 och 2013 ströks 2022 på grund av dopingbrott.

## U20-rekord
| Idrottare            | Land     | Gren                 | Rekord   | Tävling                  | Plats      | Datum          | Gällde till     |
| -------------------- | -------- | -------------------- | -------- | ------------------------ | ---------- | -------------- | --------------- |
| Sergej Morgunov      | Ryssland | Längdhopp pojkar     | 8,35     | Ryska juniormästerskapen | Tjeboksary | 20 juni 2012   | gäller 2022     |
| Hagos Gebrhiwet      | Etiopien | 5 000 m pojkar       | 12.47,53 | Meeting Areva            | Paris      | 6 juli 2012    | 31 augusti 2018 |
| Ashraf Amgad Elseify | Qatar    | Släggkastning pojkar | 85,57    | Junior-VM                | Barcelona  | 14 juli 2012   | gäller 2022     |
| Nijel Amos           | Botswana | 800 m pojkar         | 1.41,73  | Olympiska spelen         | London     | 9 augusti 2012 | gäller 2022     |